# Liste der Denkmäler des Deutsch-Französischen Krieges in Berlin
Diese Liste gibt einen Überblick über Denkmäler in Berlin, die sich schwerpunktmäßig der Geschichte des Deutsch-Französischen Krieges von 1870/1871 widmen.

## Liste
| Kriegsdenkmal Friedrichsfelde |

| Garde-Artillerie-Brigade |

| Siegessäule |

| Wedding |

| "Luckner-Kreuz" |

| Denkmal für das Pionier-Bataillon |

| Denkmal für die Gefallenen des Königin Elisabeth Garde-Grenadier-Regiments Nr. 3 |

| Kriegergruppen |

| Gefallenen der Einigungskriege |

| Charlottenburg |

| Denkmal Friedrichshagen |

| Bild           | Ortsteil               | Lage                                                             | Beschreibung |
| -------------- | ---------------------- | ---------------------------------------------------------------- | --- |
|                | Berlin-Wedding         | Badstraße/Paulskirche                                            | Das Denkmal der Gemeinde Wedding besteht aus einem Sandsteinpfeiler mit Adler an der Spitze. Der quadratische Granitsockel nennt die Gefallenen der Kriege 1864/66 und 1870/71. Eine nachträglich angefügte Widmung ist den Opfern der Weltkriege gewidmet. |
|                | Berlin-Tiergarten      | Perleberger Straße 62                                            | Das Denkmal der Garde-Artillerie-Brigade: Auf einem dreistufigen Unterbau steht ein Sockel der früher mit vier Marmorplatten verkleidet war. Darüber ein etwa drei Meter hoher Schaft, gekrönt mit einem Adler. Auf den Schaftringen sind die Schlachten genannt, an denen die Garde-Artillerie beteiligt war. |
| Weitere Bilder | Berlin-Friedrichsfelde | Alfred-Kowalke-Straße / Dorfkirche 52° 30′ 21″ N, 13° 31′ 5,8″ O | Die „Preußensäule“ der Gemeinde Friedrichsfelde besteht aus einem hochrechteckigen Sandsteinsockel mit den Namen der Gefallenen und einer Rundsäule darauf. Ursprünglich war die Gedenksäule von einem Bronzeadler gekrönt, der im Zweiten Weltkrieg eingeschmolzen wurde. |
|                | Berlin-Neukölln        | Columbiadamm, Garnisonsfriedhof Columbiadamm                     | Das „Luckner-Kreuz“ wurde am 22. November 1874 eingeweiht und von Graf Luckner gestiftet. Es steht auf einem zweistufigen Unterbau und hat die Form eines lateinischen Kreuzes. Die Kreuzarme enden in Voluten, im Schnittpunkt ist das Antlitz Christi dargestellt. Es ist das einzige Kriegerdenkmal in Berlin, das diese christliche Symbolik wählt. |
| Weitere Bilder | Berlin-Tiergarten      | Großer Tiergarten 52° 30′ 52″ N, 13° 21′ 0″ O                    | Die Siegessäule ist das bedeutendste Denkmal dieser Art in Berlin. Die bekrönende Viktoria stammt von Friedrich Drake. |
|                | Berlin-Tiergarten      | Großer Tiergarten                                                | 1874 wurde unter Oberleitung von Alexander Calandrelli eine Gruppe von Kriegerdenkmalen geschaffen, die an der Königsbrücke aufgestellt wurden. Vorbild waren die Schlossbrückenfiguren Schinkels. Nach dem Abriss der Brücke wurden sie in der Nähe des Königsplatzes aufgestellt. 1938 erfolgte eine erneute Versetzung in die (heute nicht mehr bestehende) Rüsternallee im Großen Tiergarten. Heute befinden sich die vier erhaltenen Stücke im Großen Tiergarten, unweit der seinerzeitigen Rüsternallee. Alle sind in spätbarocken, naturalistischen Formen gehalten. Ursprünglich standen sich die Allegorien für „Auszug in den Kampf“ und „Glückliche Heimkehr“ und „Kampf“ und „Verwundung“ jeweils gegenüber. Zum Ensemble gehörte auch eine Gruppe von vier Figuren im gleichen Stil, die deutsche Flüsse darstellten. Alle Figuren stehen unter Denkmalschutz, siehe Liste der Kulturdenkmale in Berlin-Tiergarten. Die Figur Abschied des Kriegers von seiner Familie & Auszug des Kriegers stammt von Hermann Wittig (1811–1891). Der Krieger verabschiedet sich von seiner Frau, während der Sohn das Gewehr hält und bewundernd zum Vater aufsieht. |
|                | Berlin-Tiergarten      | Großer Tiergarten                                                | Die zweite Skulptur Der Kampf & Schanzenstürmung stammt von Rudolf Schweinitz. Bestimmend ist die Figur eines aufrechten, alten Offiziers in Feldherrenpose. Links von ihm kniet ein Fahnenträger. An der rechten Seite bricht ein junger Krieger getroffen zusammen. |
|                | Berlin-Tiergarten      | Großer Tiergarten                                                | Die dritte Figur ist Der verwundete Krieger von Ludwig Brodwolf (1839–1895). Bei den Kriegerdarstellungen ist jeweils der Oberkörper zerstört. Dargestellt ist ein alter Soldat, an dessen rechten Seite eine Frauengestalt kniet. Auf der linken Seite ist ein junger Soldat gezeigt, der in diesem Moment getroffen wird. Die Figurengruppe symbolisiert einen heldenhaft kämpfenden Soldaten, der auch im Alter noch liebevoll gepflegt wird. |
|                | Berlin-Tiergarten      | Großer Tiergarten                                                | Die letzte der vier Figuren zeigt Die glückliche Heimkehr des Kriegers und stammt von Alexander Calandrelli selbst. Es ist eine Dreiergruppe des heimkehrenden Soldaten, der von Frau und Kind empfangen wird. |
| Weitere Bilder | Berlin-Spandau         | In den Kisseln                                                   | 1875 wurde das von Ernst Herter geschaffene Denkmal auf dem Friedhof Neuendorfer Straße eingeweiht. 1932 wurde es auf den neuen Friedhof In den Kisseln versetzt und 1983 restauriert und als Betonabguss neu aufgestellt. Das Denkmal zeigt einen knienenden Engel der als Nike einen Lorbeerkranz niederlegt. Das Denkmal wurde Vorbild für weitere Kriegerdenkmäler unter anderem den auf dem Zentralfriedhof von Brüssel und den deutschen Soldatengräbern in Spandau. Es war das erste Kriegerdenkmal von Ernst Herter, der mit dem Major von Reinhard 1870 einen nahen Verwandten im Krieg verloren hatte. |
| Weitere Bilder | Berlin-Charlottenburg  | Charlottenburg, Alt-Lietzow                                      | Das Denkmal der Gemeinde Charlottenburg wurde 1875 eingeweiht. Bildhauer war Albert Wolff, Architekt war Hubert Stier. Das Denkmal ist ein rechteckiger Sockel, auf dem sich ein Löwe befindet. Dessen linke Pranke hält eine Krone, die Linke einen Schild. Es ist dem Scharnhorst-Denkmal auf dem Invalidenfriedhof nachempfunden. |
| Weitere Bilder | Berlin-Friedrichshagen | Friedrichshagen, Bölschestraße                                   | Das Denkmal der Gemeinde Friedrichshagen wurde am 2. September 1879 eingeweiht. Auf einem zweistufigen Unterbau befindet sich ein rechteckiger Sockel. Diese ist mit Eichenlaub und Kreuz geschmückt. An den Seitenflächen befinden sich die Namen der Gefallenen. |
|                | Berlin-Neukölln        | Columbiadamm, Garnisonsfriedhof Columbiadamm                     | Das Denkmal der Reichskriegerverbandes wurde 1888 errichtet. Künstler war Johannes Boese (1856–1917). Es handelt sich um einen Obelisken aus rotem Granit auf einem mehrstufigen Unterbau. An der Spitze befindet sich ein Kugel und auf dieser ein Adler mit schlagenden Flügeln. An der Seite befindet sich ein Fahnenträgen mit verschiedenen Trophäen. 1890 wurde der Bildhauer mit dem 1. Preis und der Goldenen Medaille auf der Akademie-Ausstellung Berlin für das Denkmal ausgezeichnet. |
|                | Berlin-Charlottenburg  | Charlottenburg, Kasernenhof Königin-Elisabeth-Straße             | Das Denkmal für die Gefallenen des Königin Elisabeth Garde-Grenadier-Regiments Nr. 3 wurde von Ernst-Müller-Braunschweig (1860–1922?) geschaffen und 1896 eingeweiht. Es besteht aus einem Sockel aus rotem Sandstein. Auf der Schauseite ist ein Bild der Königin Elisabeth angebracht, an den anderen Seiten Tafeln aus Zinkguss mit den Daten der Schlachten, an denen das Regiment beteiligt war. |
| Weitere Bilder | Berlin-Spandau         | Spandau, Klinkeplatz                                             | Das Denkmal für das Pionier-Bataillon von Rauch (Brandenburgisches) Nr. 3 wurde von Wilhelm Wandschneider (1866–1942) geschaffen und 1908 eingeweiht. Auf einem Sockel aus grauem Granit steht ein überlebensgroßer Soldat in Pionieruniform. |

Quelle

### Ehemalige Denkmale
| Bild | Ortsteil              | Lage                       | Beschreibung |
| ---- | --------------------- | -------------------------- | --- |
|      | Berlin-Kreuzberg      | Urbanstraße                | Das Denkmal des Kaiser Franz Garde-Grenadier-Regiment Nr. 2 wurde 1873 in der Urbanstraße errichtet. Es bestand aus einem dreistufigen Unterbau und einem quadratischen Sockel auf dessen Seitentafeln die Namen der Gefallenen des Regimentes standen. Darauf befand sich ein verjüngender Pfeiler auf dem die Schlachten genannt waren, an denen das Regiment teilgenommen hatte. Gekrönt war das Denkmal mit einem Adler. Der bronzene Lorbeerkranz an der Frontseite wurde im Ersten Weltkrieg eingeschmolzen. Das Denkmal wurde im Zweiten Weltkrieg stark zerstört und 1974 beim Bau einer Gesamtschule abgerissen. |
|      | Rixdorf               | Rixdorf, Berliner Straße   | Das Denkmal der Gemeinde Rixdorf wurde am 2. September 1880 eingeweiht. Auf einem zweistufigen Unterbau befand sich ein rechteckiger Sockel. Dieser war mit Eisernem Kreuz und Jahreszahl 1870/71 geschmückt. Darauf befand sich eine rund 4 Meter hohe Säule und darauf ein gekrönter Adler. Es handelte sich um einen serielle Denkmaltyp der Firma Kessel & Röhl, die dieses Modell mehrfach verkaufte (siehe auch Denkmal der Gemeinde Spandau). Der Bildhauer trug den Namen Schulz. Das Denkmal wurde im Zweiten Weltkrieg zerstört.                                                                                |
|      | Moabit                | Moabit, Kleiner Tiergarten | Das Denkmal der Gemeinde Moabit wurde am 1. Juni 1880 eingeweiht. Es stammte von Richard Gustav Neumann. Auf einem mehrstufigen Unterbau befand sich ein runder Sandsteinsockel mit figürlichem Relief. Am achteckigen Sockel waren Bronzetafeln mit den Namen der Schlachtorte und den beteiligten Regimenten angebracht. Auf dem Denkmal befand sich eine überlebensgroße Germania aus Bronze. Das Denkmal wurde nach 1945 entfernt und eingeschmolzen. |
|      | Berlin-Friedrichshain |                            | Am 2. September 1874 wurde das Kriegerdenkmal für den Bezirk Friedrichshain geweiht. Es stammte von Alexander Calandrelli und stellte einen weiblichen Genius dar, der den gefallenen Krieger ins Jenseits führt und dabei mit der rechten Hand verheißungsvoll nach oben weist. Am Denkmal waren Tafeln mit den Namen der 214 Gefallenen angebracht. Das Denkmal ist zerstört. |

Quelle